# Agelenopsis actuosa
Agelenopsis actuosa là một loài nhện trong họ Agelenidae.
Loài này thuộc chi Agelenopsis. Agelenopsis actuosa được Willis J. Gertsch & Wilton Ivie miêu tả năm 1936.

## Hình ảnh

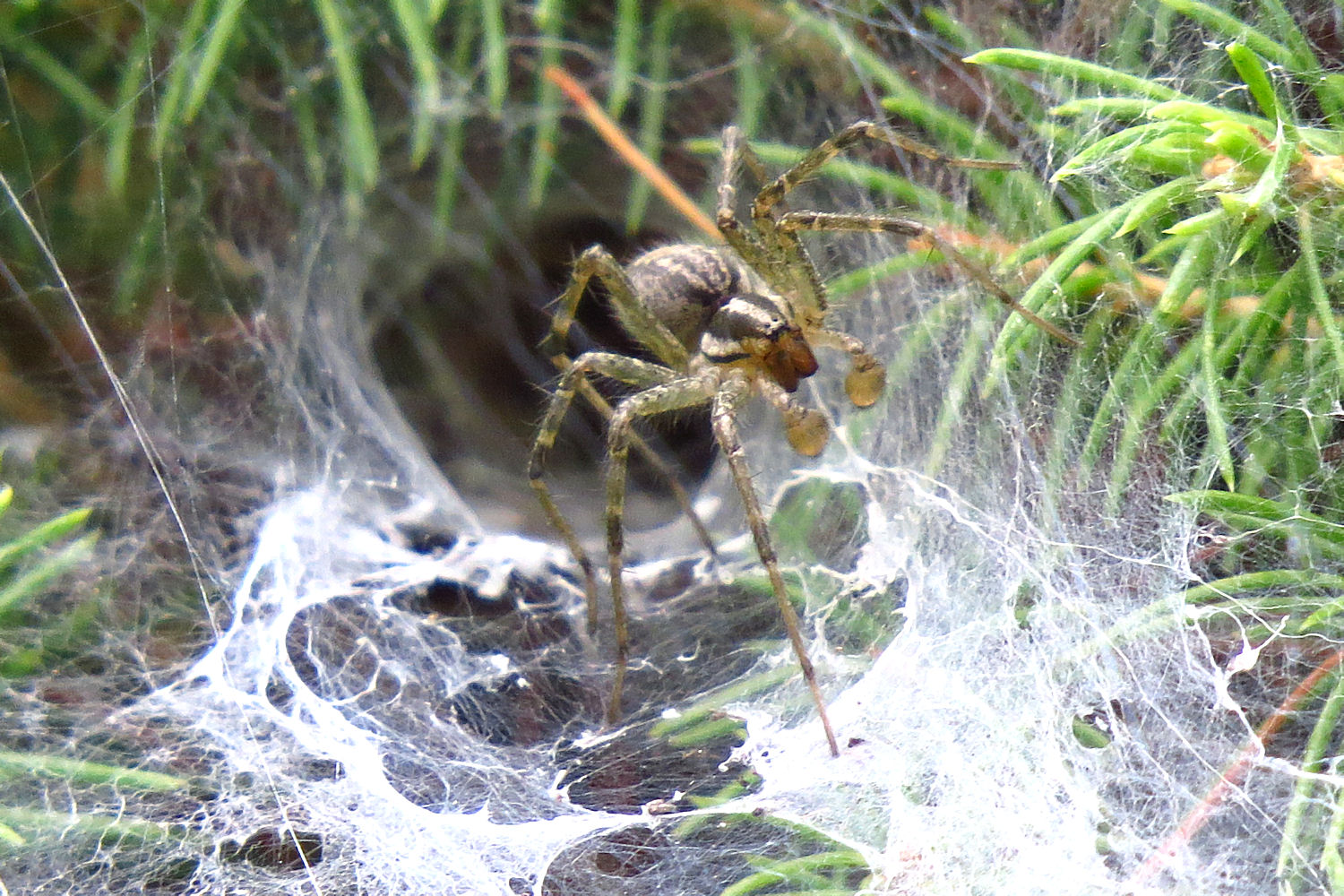